# Horrebow–Talcott-eljárás
A Horrebow–Talcott-eljárás a földrajzi szélesség meghatározására szolgáló módszer. Tulajdonképpen Hell Miksa találta fel, majd később Talcott.
Ki kell választanunk két csillagot, amelyek azonos magasságon mennek át a délkörön. Az egyik a zenittől északra (é), a másik délre (d).
A déli csillagra: szélesség = deklináció + zenittávolság (a délkörön),
az északi csillagra: szélesség = deklináció – zenittávolság (a délkörön).
A déli (d) csillag valódi zenittávolságára (zd), ha figyelembe vesszük a refrakcióból származó tagot (rd) ezt kapjuk:
zd = mzd + rd
ahol mzd a zenittávolság mért értéke. Hasonlóan az északira (é):
zé = mzé + ré
Az φ szélességre így a következőket kapjuk:
φ = dd + (mzd + rd) és φ = dé – (mzé + ré).
dé és dd az északi és déli csillag deklinációja.
Összeadva és átrendezve kaphatjuk, hogy:
2φ = dd + mzd + rd + dé – mzé – ré
Az azonos zenittávolság miatt feltételezhetjük, hogy a refrakciók azonosak, így:
φ = (dd + mzd + dé – mzé)/2

## Külső hivatkozás
- A módszer leírása (német) Egy kis programmal, mely észlelési tervet ad a méréshez.